# Hiroshi Kato
Hiroshi Kato (加藤 寛 Kato Hiroshi?), född 29 januari 1951 i Okayama prefektur, är en japansk före detta fotbollsspelare och tränare.
Kato har tränat J1 League-klubbar, Vissel Kobe.